# 1991年山西三交河矿难
1991年山西三交河矿难，是指1991年4月21日，发生在山西省洪洞县三交河煤矿的一起特大瓦斯爆炸事故。事故造成147人死亡、2人重伤、4人轻伤。
1991年4月21日8时井下停电，约14时30分送电。16时，共有138人相继入井，随后203掘进工作面工人打眼试电时产生火花引起瓦斯爆炸，爆炸导致井下多处巷道支架被推倒，并造成当班井下138人及早8时应下班未出井的5人和16时正准备入井的4人，共计147名矿工全部遇难。另有地面2人重伤，4人轻伤。

## 相关
- 中国矿难列表